# Áed mac Ainmuirech
Áed mac Ainmuirech, o Áed mac Ainmerech (... – 598 circa), fu re supremo degli Uí Néill del nord. Apparteneva ai Cenél Conaill ed era un lontano cugino di san Columba di Iona.

## Biografia
Giunse al potere alcuni decenni dopo la morte dell'ultimo sovrano pagano di Tara, Diarmait mac Cerbaill (morto nel 565) e dopo un periodo in cui non è chiaro se gli Uí Néill avevano avuto un re supremo. Non è comunque neppure certo se i suoi contemporanei lo abbiano riconosciuto come tale.
Si sa che incontrò Áedán mac Gabráin, re della Dalriada, nel 575 a Druim Cett per stringere un'alleanza, probabilmente grazie all'operato del cugino Columba. Áed e Áedán furono minacciati dall'attività del sovrano Ulaid Báetán mac Cairill dei Dál Fiatach, riuscendo comunque a evitare che la Dál Riada diventasse soggetta a Báetán.
Nonostante alcuni successi ottenuti nell'espandere il potere degli Uí Néill del nord, nel 598 fu sconfitto e ucciso nella battaglia di Dún Bolg dal re del Leinster, Brandub mac Echach degli Uí Cheinnselaigh.
Ad Áed successe come sovrano degli Uí Néill del nord da Colmán Rimid, figlio di Báetán mac Muirchertaig dei Cenél nEógain. I figli di Áed's, Máel Cobo e Domnall, divennero in seguito sovrani degli Uí Néill del nord